# Clayton (Missouri)
Clayton è un comune degli Stati Uniti d'America, situato nello Stato del Missouri, nella contea di St. Louis, della quale è il capoluogo.
Nel 1934 dette i natali all'attore James Franciscus.